# 佐々木徹 (神学者)
佐々木 徹（ささき とおる、1958年9月5日 - ）は日本のカトリック神学者。カトリック教会の一般信徒で、専門はカトリック教義学。大阪生まれ。茨城キリスト教大学生活科学部心理福祉学科教授。1982年東北大学文学部哲学科・宗教学宗教史専攻卒業。1989年東北大学大学院文学研究科博士課程後期・実践哲学専攻単位習得満期退学。1985年9月‐1987年9月ドイツ、テュービンゲン大学のプロテスタント神学部でカール・バルトの神学を研究。カトリックの立場で、バルト神学を研究した。また、中世の聖アンセルムス、さらには聖トマス・アクィナスなどの神学を現代カトリック教義学の視点をもって研究している。

## 著書
- 『聖アンセルムス神学の教義学的研究』 サンパウロ、2013年
- 『バルト神学の行程』 新教出版社、2003年
- 『三位一体の神：カール・バルトの神学研究』新教出版社、2000年

## 論文
- 「聖アンセルムス研究の視界（序〜III）」『言語文化研究所紀要』第17号所収、2011年
- 「聖アンセルムス研究の視界(IV, 結び)」『言語文化研究所紀要』第18号所収、2012年
- 「聖トマス・アクィナスの『神学大全』と三位一体論」『茨城キリスト教大学紀要』第46号所収、2012年
- 「聖トマス・アクィナス『神学大全』における神論・三位一体論」『茨城キリスト教大学紀要』第47号所収、2013年
- 「ペルソナの固有名――基礎神学的素描」『茨城キリスト教大学紀要』第48号所収、2014年
- 「聖トマス・アクィナス『神学大全』における五つの道」『茨城キリスト教大学紀要』第49号所収、2015年
- 「聖トマス・アクィナス『神学大全』の聖書論」『茨城キリスト教大学紀要』第50号所収、2016年
- 「聖トマス・アクィナス『神学大全』における＜無からの創造＞」『茨城キリスト教大学紀要』第51号所収、2017年

## 参考
- Karl Barth und wir. Weihnachtsgruss 2010, in: Letter from the Karl Barth‐Archives Nr.12, 2010